# The Miracle (of Joey Ramone)
The Miracle (of Joey Ramone) is een nummer van de Ierse rockband U2 uit 2014. Het is de eerste single van hun 13e studioalbum Songs of Innocence. Het nummer gaat over de in 2001 overleden zanger-gitarist Joey Ramone van de Ramones.
Het nummer werd voor het eerst ten gehore gebracht tijdens de lancering van de iPhone 6, waar U2 de "special guest" was. Het nummer had wereldwijd niet echt veel succes, in de Nederlandse Top 40 haalde het de 33e positie, en in Vlaanderen kwam het niet verder dan nummer 13 in de Tipparade.